# جوليان ديفيز
جوليان ديفيز (بالإنجليزية: Julian Davies)‏ هو كاتب أسترالي، ولد في 23 مايو 1954 في ملبورن في أستراليا.